# 渡辺智史
渡辺 智史（わたなべ さとし、1981年（昭和56年） - ）は日本の映像作家。山形県鶴岡市出身。

## 経歴
- 1981年（昭和56年） - 山形県鶴岡市に生まれる。
- 1999年（平成11年） - 山形県立鶴岡南高等学校卒業
- 2002年（平成14年） - 東北芸術工科大学 東北文化研究センターにて、民俗映像制作に参加。
- シリーズ2作目『関川のしな織 -山形県温海町関川の樹皮布- 』で撮影を担当。
- 大学卒業後上京し、イメージフォーラム付属映像研究所に通う。
- 2005年（平成17年） -（有）アムールに入社し、映画監督の飯塚俊男に師事。
- 2006年（平成18年） - 障がい者がベートーベンの第九を歌う様子を描いた、ドキュメンタリー映画『An Die Freude 歓喜を歌う』で撮影・編集を担当。
- 2007年（平成19年） - 山形国際ドキュメンタリー映画祭2007で上映されたドキュメンタリー映画『映画の都 ふたたび』で撮影を担当。
- 2008年（平成20年） - フリーとなり、ドキュメンタリー映画『湯の里ひじおり -学校のある最後の1年- 』で監督。
- 2010年（平成22年） - ドキュメンタリー映画『よみがえりのレシピ』で監督。

## 作品

### 監督
- 『湯の里ひじおり -学校のある最後の1年- 』
- 『よみがえりのレシピ』公式HP http://www.y-recipe.net/

### 撮影
- 『関川のしな織 -山形県温海町関川の樹皮布- 』
- 『An Die Freude 歓喜を歌う』
- 『映画の都 ふたたび』

## 出演
- 『ろーかる直送便 やまがたスペシャル「出羽三山・食の魅力を探る」』（2014年6月20日）

## 参考資料
- 監督プロフィール